# Alexandre Roubtzoff
Alexandre Roubtzoff, né le 24 janvier 1884 à Saint-Pétersbourg et décédé le 26 novembre 1949 à Tunis, est un peintre orientaliste russe, naturalisé français en 1924, ayant essentiellement travaillé en Tunisie.

## Biographie
Élève d'Ian Tsionglinski et de Dmitri Kardovski, Alexandre Roubtzoff est lauréat de six grands prix à l'Académie des beaux-arts de Saint-Pétersbourg. Proche de la cour impériale des Romanov, il obtient le Grand Prix de l'Académie de Saint-Pétersbourg avec une peinture d'intérieur aujourd'hui au musée de l'Ermitage.
Jeune boursier de l’École Nationale des Beaux-Arts de Saint-Pétersbourg, Roubtzoff découvre l’Orient en 1913, par l’Andalousie et Tanger. En 1914, il arrive à Tunis peu de jours après Macke et Klee, et il s’y installe durablement obtenant la nationalité française en 1924. Il ne reviendra pas en Russie. Fréquentant l’Institut de Carthage, il réalise des portraits mondains qui lui ouvrent les portes de la haute société coloniale. En 1920, avec une exposition montrant plus de cent vingt toiles, le Salon tunisien par Alexandre Fichet le consacre comme « le peintre de la lumière ». Ses paysages et jardins postimpressionnistes, à la touche élégante et sagement colorée, sont assez proches de ceux de son ami le baron d’Erlanger* et séduisent autant que les grands portraits de bédouines d’abord choisies parmi les modèles du photographe Rudolf Lehnert*. Des préoccupations documentaires sur les costumes, parures et tatouages -ses dessins illustrent les publications d’Ernest Gobert*- inspirent d’abord des scènes classiques de la vie quotidienne (Préparation du couscous, Femmes au Khôl, 1915). Roubtzoff s‘attachera plus tard davantage aux regards et à la sensibilité de ses modèles (Alia, 1937) : « Ce sont eux, les bédouins montagnards, frustes et ignorants qui sont beaux, nobles et raffinés, tandis que nous autres, les représentants de la civilisation la plus avancée, nous sommes laids, mesquins, inélégants ».
Orientaliste « ethnographique », Roubtzoff refuse les excentricités du genre mais réalise une série de nus où le peintre applique les recettes de la tradition occidentale à des modèles européens et orientaux. Dans son journal écrit à la fin de sa vie et les quelques articles qu’il rédige pour la revue Tunisie (« Un quart de siècle en Tunisie », 1938), il défend un Orient résolument fidèle à ses traditions : « un peintre arabe ne doit pas oublier qu’il est arabe et non pas Von Dongen. Ni Cézanne non plus. L’Arabe doit conserver intacte sa mentalité musulmane, même s’il fréquente Montparnasse ». En 1924, lors d’un voyage en Turquie, ce pourfendeur du modernisme peint surtout la ville de Brousse « plus séduisante que Constantinople trop ravagée par les incendies [...] et le tourisme ».
De son vivant, les achats par l'État et plusieurs expositions à Tunis et en métropole lui ménagent une place importante dans la vie artistique de la colonie, évidemment à contre-courant de Pierre Boucherle et de l'École de Tunis. En 2010, un hommage officiel lui fut rendu en Tunisie avec l'exposition « Roubtzoff et la médina » - 48 dessins minutieusement réalisés en 1944, ainsi que quelques toiles, représentatives d’un art dont la mémoire fut entretenue dès la mort de l’artiste. Roubtzoff, dont les toiles ornent encore nombre de résidences officielles, est aujourd’hui le peintre tunisien le mieux coté sur le marché de l’art. Ses œuvres les plus importantes sont signées et datées en français et en arabe.
Débarqué à Tunis le 1er avril 1914, il expose au premier Salon tunisien d'après-guerre puis à Londres, à la galerie Goupil, et à Paris à la galerie Manuel et au Salon des indépendants de 1930. Il séjourne au château de Saint-Martin-d'Oydes chez son ami Pierre Dumas qui a publié un ouvrage sur sa peinture, Roubtzoff, peintre de la lumière.

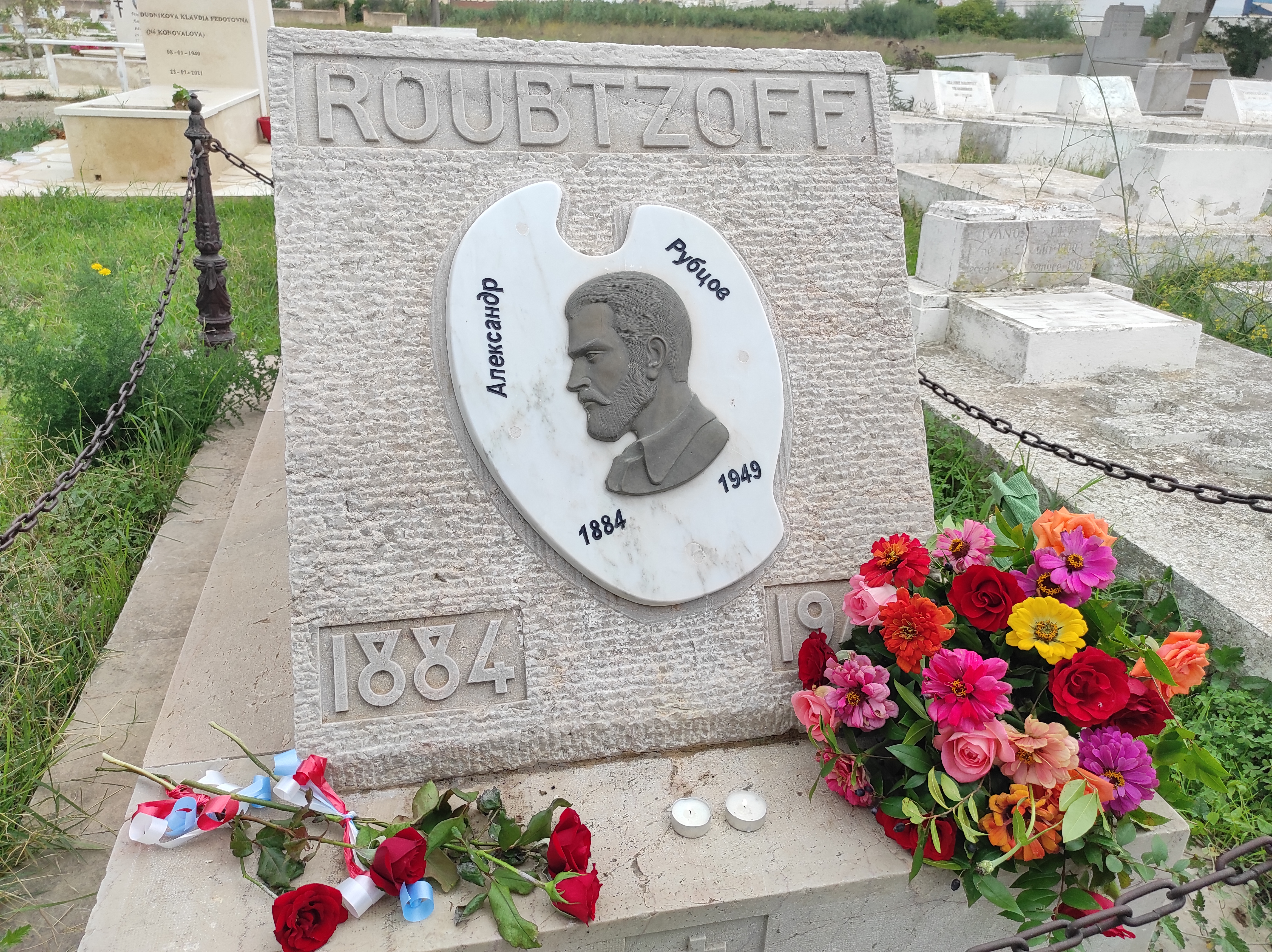
Tombe d'Alexandre Roubtzoff au cimetière du Borgel

Alexaandre Roubtzoff décéda le 26 novembre 1949 à l’hôpital français de Tunis à cause de la tuberculose.  il est inhumé au cimetière chrétien du Borgel à Tunis (Cimétière chrétien Borgel à Tunis: 50, avenue Kheireddine Pacha‚ Tunis. Carré Russe II, 36°49′29″ N. Latt. 10°11′31″ W. Long.). La parcelle de la sépulture a été acquise par Gaston Boglio, le fondateur de l’association des amis de A. Roubtzoff et le commissaire de ses dernières expositions.

## Mémoire d’Alexandre Roubtzoff
En 1952, le Prix Alexandre Roubtzoff a été créé. Le premier lauréat de ce prix était l'artiste Pierre Bergol.
Même pendant la vie de l'artiste, ses œuvres sont devenues l'objet d'études d'art, de collections de musées et privées. La plupart des œuvres d’A. Roubtzoff est la propriété de collectionneurs privés de Tunisie, de France et de Russie. La première édition en langue russe consacrée au destin d’Alexandre Roubtzoff était le livre de l'historienne d'art de Saint-Pétersbourg N. O. Gadalina « Alexandre Roubtzoff: Un pétersbourgeois en Tunisie» (Saint-Pétersbourg, 2004).
En 2019, un bas-relief à l’effigie de l'artiste a été installé sur la sépulture d’A. Roubtzoff grâce au concours de la représentation de la Rossotrudnichestvo en Tunisie. Le bas-relief de l'artiste a été fait sur l'une des entreprises de la région de Tcheliabinsk à l'initiative d'un partenaire de l’Association tunisienne « Héritage Russe » P. Naumenko l'historien russe de l'émigration maritime en Afrique du Nord. [4]
En 2019, une exposition de peintures et de graphiques de la collection privée du collectionneur tunisien Mehdi Douss « Entre la Tunisie et la Russie : l'Orientalisme dans la peinture d'Alexandre Roubtzoff (1884-1949) » a eu lieu à Moscou et à Saint-Pétersbourg.
La sépulture d’A. Roubtzoff est incluse dans la Liste de lieux de sépultures se trouvant à l'étranger, ayant pour la fédération de Russie de la valeur historique et commémorative (décret du gouvernement de la fédération de Russie du 11.11.2010 № 1948-r, avec modification du 28.08.2012 № 1551-r, du 04.03.2014 № 310-r, du 13.07. 2016 № 1493, du 09.06.2017 № 1197).
En 2020, le cinéaste franco-tunisien Saïd Kasmi-Mitterrand lui consacre un documentaire, La Tunisie d’Alexandre Roubtzoff.

## Œuvres
- Porte cloutée, zaouïa Bakria, 1927, aquarelle et crayon sur papier, 65 × 49 cm. Paris, vente Artcurial le 9 juin 2011
- Bédouine de Tunis, 1935, huile sur toile, 100 × 73 cm. Paris, vente Artcurial le 8 juin 2010
- Bédouine à la couverture, 1942 - Musée des Beaux-Arts de Narbonne [2]
- Dans les jardins de Sidi-Bou-Saïd, huile sur toile, 100 × 146 cm
- Mongia, huile, 82 × 65 cm
- Venezia, 24 sept 1924, aquarelle et traits de crayon sur papier 38 × 48 cm . Paris, vente  Millon , 27 mars 2013 .

## Galerie

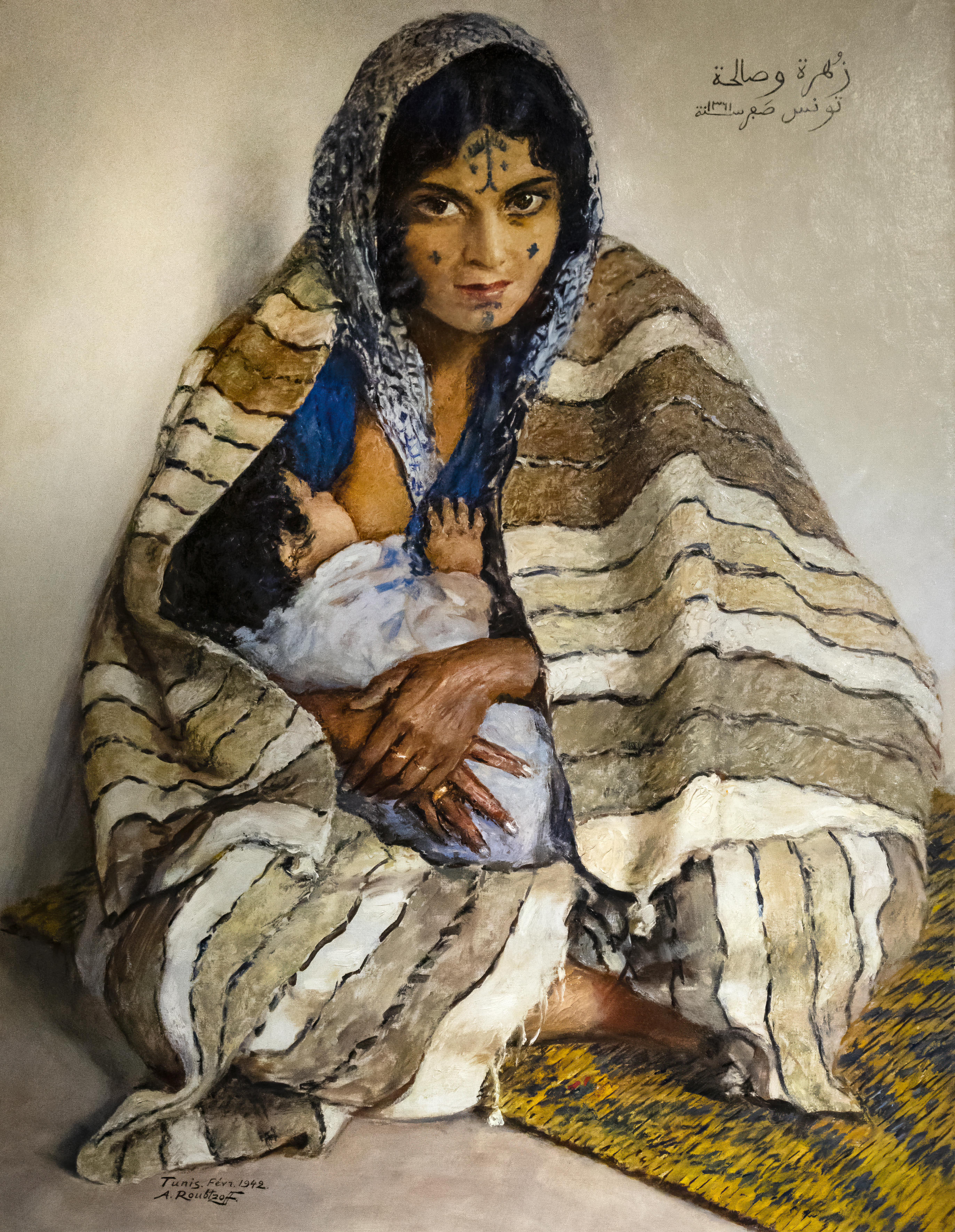
Bédouine à la couverture -  Musée des Beaux-Arts de Narbonne
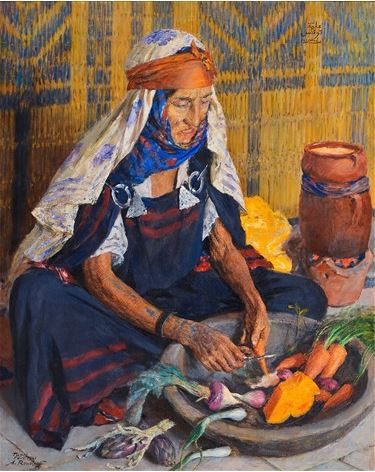
Alya
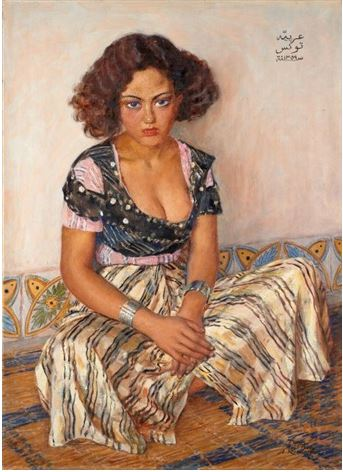
Arbia
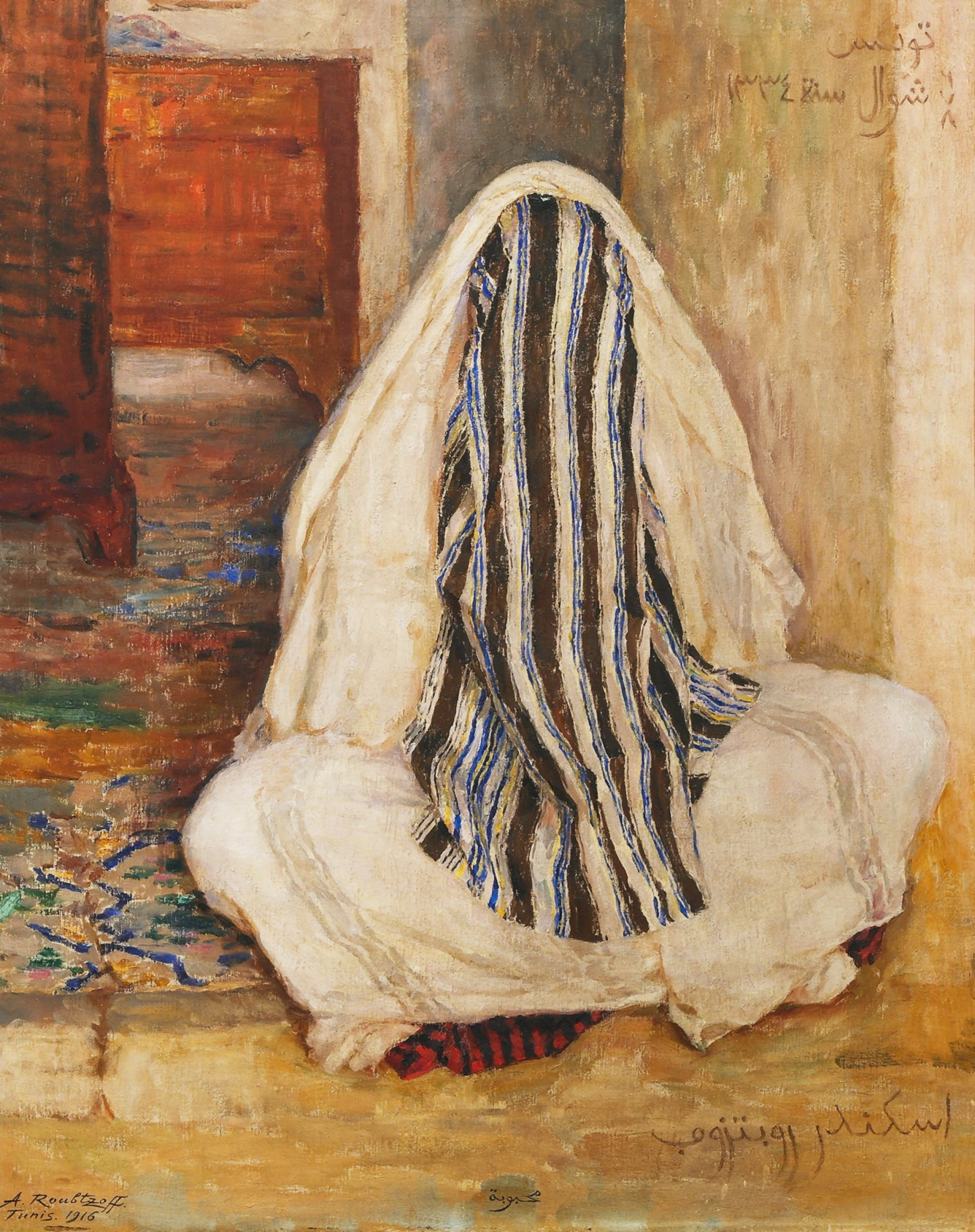
Mahbouba
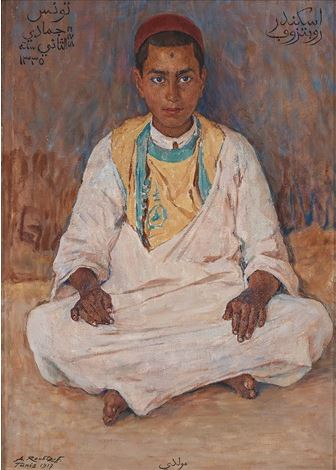
Muldi
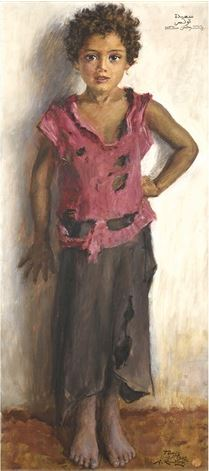
Saida
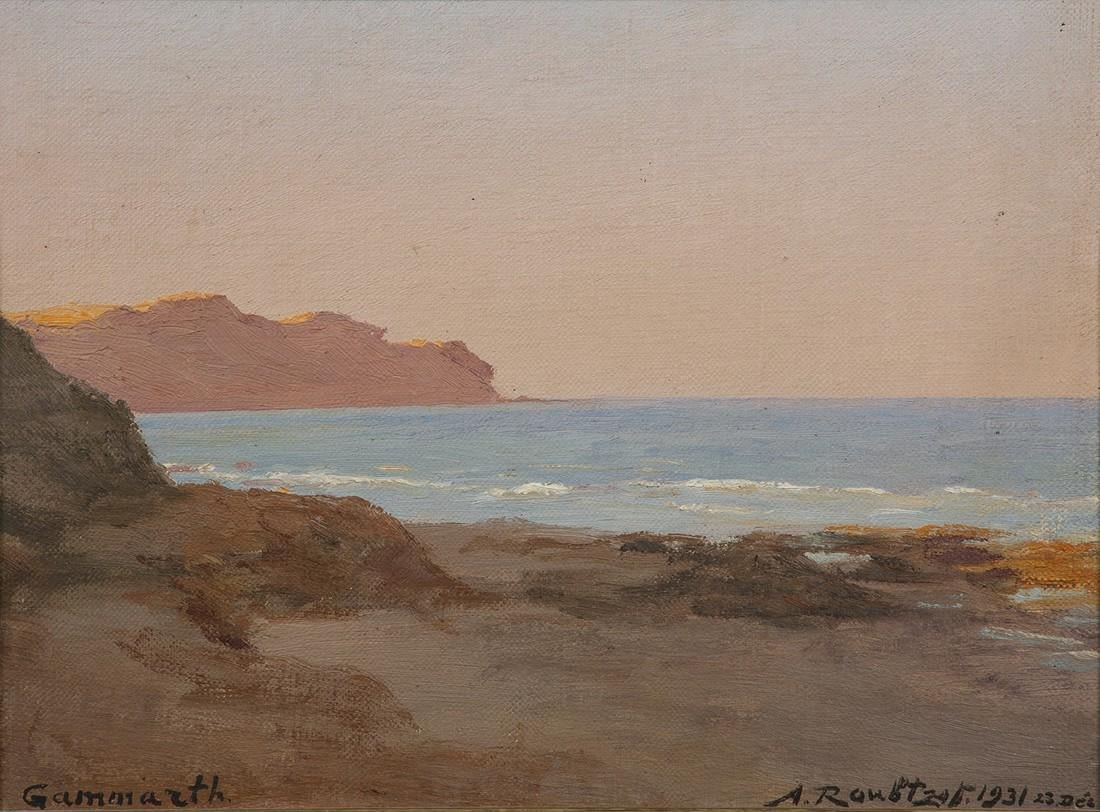
Gammarth
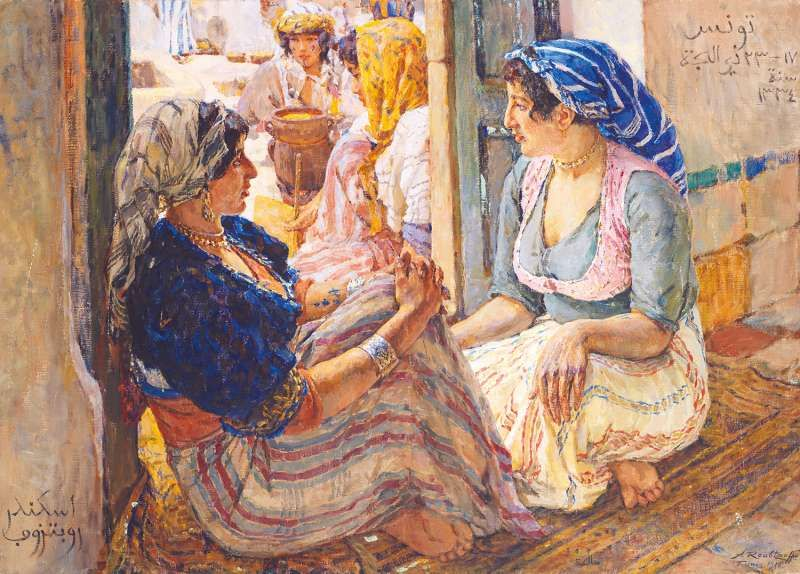
Femmes tunisiennes
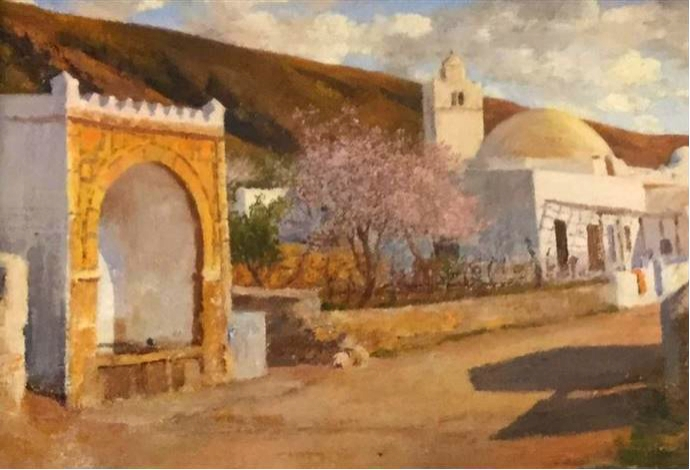
Poro Farina